# Ibn Màlik
Abu-Abd-Al·lah Jamal-ad-Din Muhàmmad ibn Abd-Al·lah ibn Màlik at-Taí al-Jayyan, més conegut com a Ibn Màlik, fou un gramàtic andalusí nascut a Jaén vers 1203/1205. vas deixar escrites diverses obres (dotze de les quals s'esmenten a l'Enciclopèdia de l'Islam). Va morir a Damasc el 21 de febrer de 1274.